# Blasco Núñez Vela
Blasco Núñez Vela (Àvila, Regne de Castella, 1490 - Anyaquito, Virregnat del Perú, 18 de gener de 1546) va ser el primer virrei del Perú (1544 - 1546), enviat per Carles I per controlar la difícil situació que allà s'estava vivint amb la guerra civil entre els conquistadors del Perú, i per aplicar, a tot el territori recent conquerit, les noves lleis que el rei volia imposar, i que va aprovar el 20 de novembre de 1542.
Després de ser corregidor de Conca i Màlaga, i cavaller de l'Orde de Santiago, va ser nomenat virrei del Perú, arribant a Nombre de Dios el 10 de gener de 1544, i a Lima, el 17 de maig del mateix any.
L'aplicació de les Lleis d'Indies, que prohibien el sistema de l'encomienda i l'esclavitud dels indígenes, així com definien els impostos que els colons havien de pagar al rei, va provocar una oposició hostil, encapçalada per Gonzalo Pizarro, i recolzada per l'Audiència de Lima, el 1544. Aquesta revolució va tenir el suport de molts colons espanyols, que veien perdre el dret d'explotar i d'esclavitzar els nadius dels pobles que sotmetien, com s'havia fet des del principi de la conquesta. En lloc d'això, el rei passava a tenir el control de totes les encomiendas.
Uns mesos més tard, l'Audiència de Lima va canviar d'actitud i va tornar a reconèixer Núñez de Vela com a virrei, provocant que Pizarro la dissolgués, capturés al virrei i el desterrés, retornant-lo a Espanya. Blasco Núñez Vela va reorganitzar els seus partidaris, entre els quals Francisco Hernández Girón, a Popayán, després de desembarcar a Tumbes, i es va enfrontar a Gonzalo Pizarro, i els seus set-cents homes, a la batalla d'Añaquito, el 1546, morint durant el combat i, més endavant, sent decapitat. L'exèrcit de Núñez Vela no tenia més de dos-cents homes.
El cap de Blasco Núnez Vela va ser arrossegat per terra fins a Quito, clavat en una estaca i mostrat a tothom, pels carrers de la ciutat, tot demostrant qui havia guanyat i qui tenia el poder a tot el regne del Perú.